# Bratmobile
Bratmobile est un groupe de rock américain, originaire d'Olympia, dans l'État de Washington. Il est issu de la première génération de groupes riot grrrl et de l'underground de Washington, D.C., influencé par l'indie pop, le surf et le punk rock.

## Biographie
Allison Wolfe et Molly Neuman sont étudiantes à l'Université de l'Oregon et participent à un fanzine féministe, Girls Germs. Le duo joue pour la première fois dans un club de musique surf en 1991, avec une guitare, une batterie et un micro. Pendant l'été de cette année-là, elles suivent la tournée de Beat Happening et de The Nation of Ulysses et essaient d'intégrer au groupe Jen Smith et Christina Billotte qui font alors partie de Slant 6 et Autoclave. Elles enregistrent et publient une cassette audio intitulée Bratmobile DC. Leur EP The Real Janelle (1994) sera leur dernier album studio en date. En 1994, le groupe se sépare. À la veille de la séparation du groupe, Neuman se joint aux Peechees, et Wolfe et Smith se réunissent au sein de Cold Cold Hearts. 
En mars 1999, le groupe décide de se réunir au Stork Club d'Oakland. En 2000, Bratmobile publie son deuxième album, Ladies, Women and Girls. L'album est bien accueilli par la presse et les nouveaux fans de Bratmobile pendant leur tournée notamment avec Sleater-Kinney, The Donnas, et The Locust. Ladies, Women and Girls est publié chez Neuman's Lookout! Records et produit par Tim Green de Nation of Ulysses et The Fucking Champs. Jon Nikki (Prima Donnas, Gene Defcon, Mocket, Sarah Dougher, Sir, Puce Moment) joue de la guitare, basse et du clavier. Le 7 mai 2002, Bratmobile publie son troisième album, Girls Get Busy,. Sur Girls Get Busy, Audrey Marrs, (Mocket, Gene Defcon) y ajoute du clavier. Marty Violence (Young Pioneers) contribue aussi à la basse. Après avoir tourné en soutien à l'album en 2002 et 2003, chaque membre commence à se consacrer à d'autres projets parallèles.

## Discographie

### Albums studio
- 1992 : Pottymouth (Kill Rock Stars)
- 2000 : Ladies, Women and Girls (Lookout!)
- 2002 : Girls Get Busy (Lookout!)

### EP
- 1994 : The Real Janelle (Kill Rock Stars)